# 11 Leonis Minoris
11 Leonis Minoris (11 LMi / SV Leonis Minoris / HD 82885) es una estrella binaria en la constelación de Leo Minor, situada al este de α Lyncis, norte de Rasalas (μ Leonis) y Duhr (δ Leonis), y oeste de β Leonis Minoris y Praecipua (46 Leonis Minoris). Se encuentra a 36,5 años luz de distancia del sistema solar.
11 Leonis Minoris A (GJ 356 A), la estrella principal, es probablemente una enana amarilla de tipo espectral G8Vv —clasificada también como una gigante de tipo G8III— de magnitud aparente +5,41. Su masa se estima en torno al 86% de la masa del Sol, siendo su diámetro incierto, con estimaciones comprendidas entre 0,85 y 1,44 veces el valor del diámetro solar. Brilla con una luminosidad bolométrica equivalente al 78% de la luminosidad solar. De metalicidad comparable a la del Sol, 11 Leonis Minoris A muestra actividad cromosférica, estando clasificada como una variable RS Canum Venaticorum, habiéndose observado manchas que cubren el 15% de su superficie. El período de variabilidad de su curva de luz es de ~ 18 días.
11 Leonis Minoris B (GJ 356 B) es una enana roja de tipo M5V y magnitud +13. Su masa puede corresponder al 20% de la masa solar.
La separación media entre las dos estrellas es de 43,0 UA, siendo la órbita extremadamente excéntrica (e = 0,88), lo que provoca que la separación fluctúe entre 5,2 y 80,8 UA. El período orbital del sistema es de 201 años.
Gliese 353 es la estrella conocida más cercana a 11 Leonis Minoris, estando situada a una distancia de 7,6 años luz.